# Семадені Бернард-Оттон Андрійович
Бернард-Оттон Андрійович Семадені (1845 — 20 жовтня 1907, Київ) — відомий київський кондитер, засновник цукеркової фабрики, хазяїн знаменитої кондитерської на Хрещатику.

## Загальні відомості
Бернард-Оттон Семадені — виходець з відомої династії швейцарських кондитерів Семадені, що походять з комуни Поск'яво, розташованої неподалік від італійського кордону (кантон Граубюнден). Семадені розвивали кондитерське мистецтво в різних країнах. Протягом більшої частини ХІХ століття вони утворили замкнуте коло іммігрантів і майже всі були одружені з швейцарцями, а також зберігали швейцарське підданство. За релігійними переконаннями були кальвіністськими протестантами.
Батько Бернарда Анджей (Андреа) (1802—1886) вів свою справу у польському місті Любліні. У 1836 році він заснував там кондитерську фабрику за адресою вул. Królewska 2. Старші брати Бернарда Каспер (1836—1886) та Олександр (1844—1893) також вели в Любліні кондитерську справу.
Сам же Бернард опинився в Одесі, де розпочав спільну справу з відомими кондитерами швейцарського походження Фанконі. Ймовірно вони були свояками, оскільки відомо, що дочка його дядька Джакомо з Ломжи Марія Семадені (1815—1859) в 1835 році вийшла заміж за Доменіко Фанконі (1808—1878), який разом з Яковом Фанконі почав свій кондитерський бізнес в Одесі.
Відомо, що у 1864 році Бернард-Оттон два тижні перебував під російським арештом у Сосновці за спробу привезти з Німеччини антицарські матеріали та портрети керівників Січневого повстання 1863 року.
У січні 1877 року Бернард-Оттон Семадені переїхав з Одеси до Києва, де розпочав свою власну успішну кар'єру. Спочатку разом з Фанконі він тримав «Швейцарську кондитерську Б. Семадені і Фанконі». Після зміни компаньйона кондитерська стала називатися «Семадені і Люрс».
Заробивши початковий капітал, Семадені разом із Мартіном Штіфлером починає власне виробництво солодощів — хоча володів третиною майна новоствореної фірми «Мартін Штіфлер», але брав активну участь в її управлінні.
Бернард відкрив свою кондитерську в будинку Штіфлера на вул. Хрещатик, 9 (місце сучасного пасажу), де і сам він мешкав до придбання власного будинку. Згодом отримав звання тимчасового київського купця.
Через деякий час відкрив кафе на орендованому першому поверсі будинку навпроти Міської думи (Хрещатик, 15; будинок не зберігся), яке користувалося великою популярністю в Києві, в денний час його зокрема відвідували підприємці, комерсанти, біржовики, де вирішували справи бізнесу. Тому цю кондитерську називали неофіційною київською біржею.

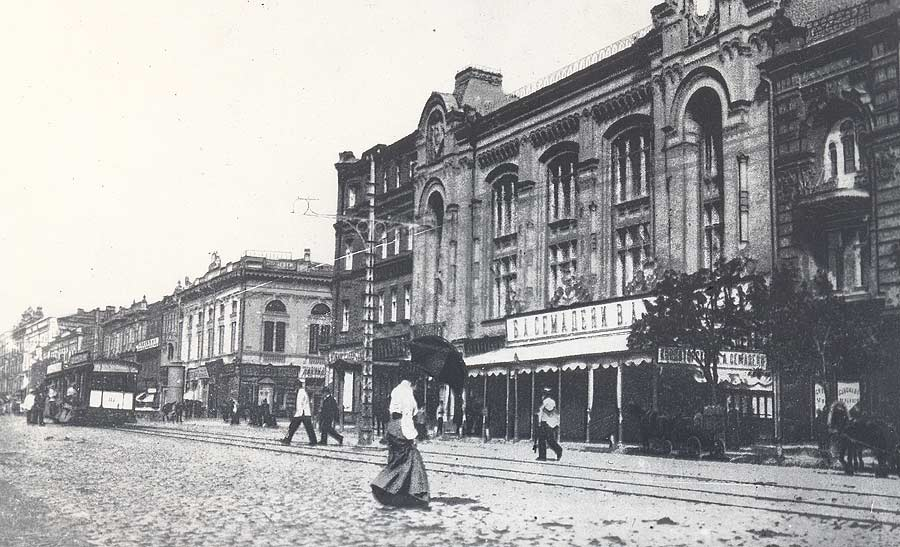
Кафе Семадені в будинку за адресою Хрещатик 15

Нове відділення сімейної кондитерської Семадені було відкрито у будинку на Хрещатику, 39 (не зберігся).
Оборот закладів Семадені становив до 100 тис. крб. на рік.
У Семадені можна було просто поїсти морозиво з прохолоджувальними напоями або пообідати під імпортне вино. Торт-морозиво «Семадені» був фірмовою стравою закладу.
Взимку відвідувачі сиділи у теплому приміщенні, влітку столики виносились на вулицю під спеціальний навіс. Фірма Семадені обслуговувала також бали, бенкети, весілля за розумними цінами, мала свій більярд, який вважався найкращим у Києві.
Довгий час дуже популярним був такий фірмовий виріб Семадені як карамель від кашлю «Кеті-Босс», затверджена медичним департаментом як лікувальний засіб.
Заклади Семадені здійснювали «артистичне виконання тортів, пірамід, морозива, кремів», зокрема і за власними малюнками і описами клієнтів.

## Нащадки
Після смерті видатного кондитера 1907 року його справу продовжили спадкоємці.
Старші діти від першого шлюбу (Альфред-В'ячеслав, Аліна і Каріна) отримали торговельні підприємства, а діти від другого шлюбу (Отто-Жан-Жак-Оттон та Андрій-Бернард) втратили свої паї у бізнесі, але їм разом з матір'ю відійшла садиба з будинком на вулиці В. Васильківській, 12.
Розпорядницею справ стала дружина Еліза-Маргарита Семадені (1866—1930). Альфред-В'ячеслав самостійно вів власний бізнес, якого навчився у батька, виготовляв тістечка. Доньки отримали свою частку майна грішми.
Відомо, що сини Бернарда Семадені від другого шлюбу придбали 1917 року садибу на вул. Діловій, 16.
Київський журналіст Олексій Зотіков намагався знайти більше відомостей про родину Семадені у Швейцарії, а також зняв фільм про знаного київського кондитера-швейцарця.
Про роки навчання Отто Жана-Жака в Київському комерційному інституті можна дізнатись з досліджень А. І. Чуткого.
Дослідниця сімейного бізнесу Семадені завідувач відділу Музею історії Києва Ольга Друг у газеті «Останні новини» за 23 січня 1919 року знайшла повідомлення про смерть Отто Бернардовича Семадені, поховання якого відбулося на Байковому кладовищі. Роки життя Отто: 1898—1919.
Є відомості, що молодший син Бернарда проживав у Києві навіть 1930-х років — Андрій Семадені орендував приміщення під цукерню на вул. Велика Васильківська, 12, а сам мешкав на сучасній вул. Антоновича, 70. Працівник архіву Києва історик Сергій Кармаш знайшов рідкісний документ — договір між Семадені Андрієм Бернардовичем і Київським окружним відділом комунального господарства, підписаний у січні 1930 року. У свій час успадкувавши фабрику батька, він за радянської влади був змушений орендувати в Окркомгоспу на рік магазин для цукерні з орендною платою 187 карбованців золотом на місяць.
Під час НЕПу Андрію Семадені та його дружині Аліні (уродженій Князіковій), які мали швейцарські паспорти, дозволили виїхати з СРСР, а приблизно 1934 року вони прибули до Варшави, де Андрій працював кондитером. У 1939 році в будинок, де вони мешкали, вдарила бомба. Тому вони виїхали до Швейцарії в 1940 році. Роки життя Андрія: 1900—1980.
Дружина Еліза-Маргарита Семадені після революції виїхала до Швейцарії, де відкрила фабрику пластмасових виробів.
Доля інших київських нащадків Семадені маловідома.